# Atlantic City
Atlantic City é uma cidade localizada no estado americano de Nova Jérsia, no condado de Atlantic. Foi fundada no século XIX e incorporada em 1854.
A sua principal fonte de renda é o turismo e as suas principais atrações turísticas são as praias e os numerosos casinos e hotéis. Os nomes das ruas de Atlantic City foram utilizados na versão original americana do jogo de tabuleiro "Monopoly".

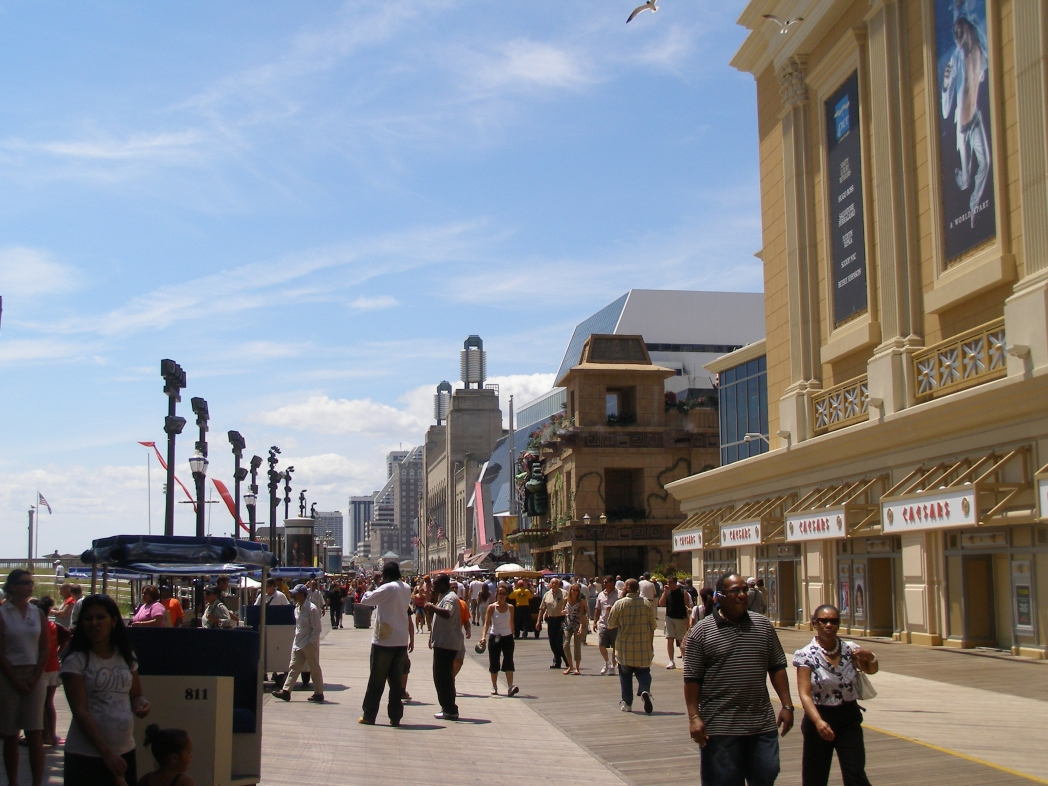
O passeio marítimo de Atlantic City

Atlantic City foi em meados do século XX lugar de recreio para os ricos e famosos que lá iam gozar férias. Presentemente é um destino bastante popular. A rua marginal de Atlantic City é o destino mais visitado de toda a cidade, marcando-a com lojas extravagantes e restaurantes finos. Este passeio de aproximadamente 9,25 km é considerado erradamente por algumas fontes como o mais comprido do mundo, apesar de existir, por exemplo, o de La Coruña (Espanha) de 13 km ou o de Usedom (Alemanha - Polónia) de mais de 12 km. Além disso, o passeio marítimo está salpicado de famosos hotéis e casinos, como o 'Trump Taj Mahal' (propriedade do magnata Donald Trump).

## Geografia
De acordo com o Departamento do Censo dos Estados Unidos, a cidade tem uma área de 44,6 km², dos quais 27,8 km² estão cobertos por terra e 16,7 km² por água, representando 37,5% da área total.

## Demografia
Segundo o censo nacional de 2010, a sua população é de 39 558 habitantes e sua densidade populacional é de 1 419,4 hab/km².

## Marcos históricos
O Registro Nacional de Lugares Históricos lista 14 marcos históricos em Atlantic City, dos quais apenas um é Marco Histórico Nacional, o Atlantic City Convention Hall. O primeiro marco foi designado em 25 de janeiro de 1971 e o mais recente em 14 de junho de 2021, o Northside Institutional Historic District.

## Galeria

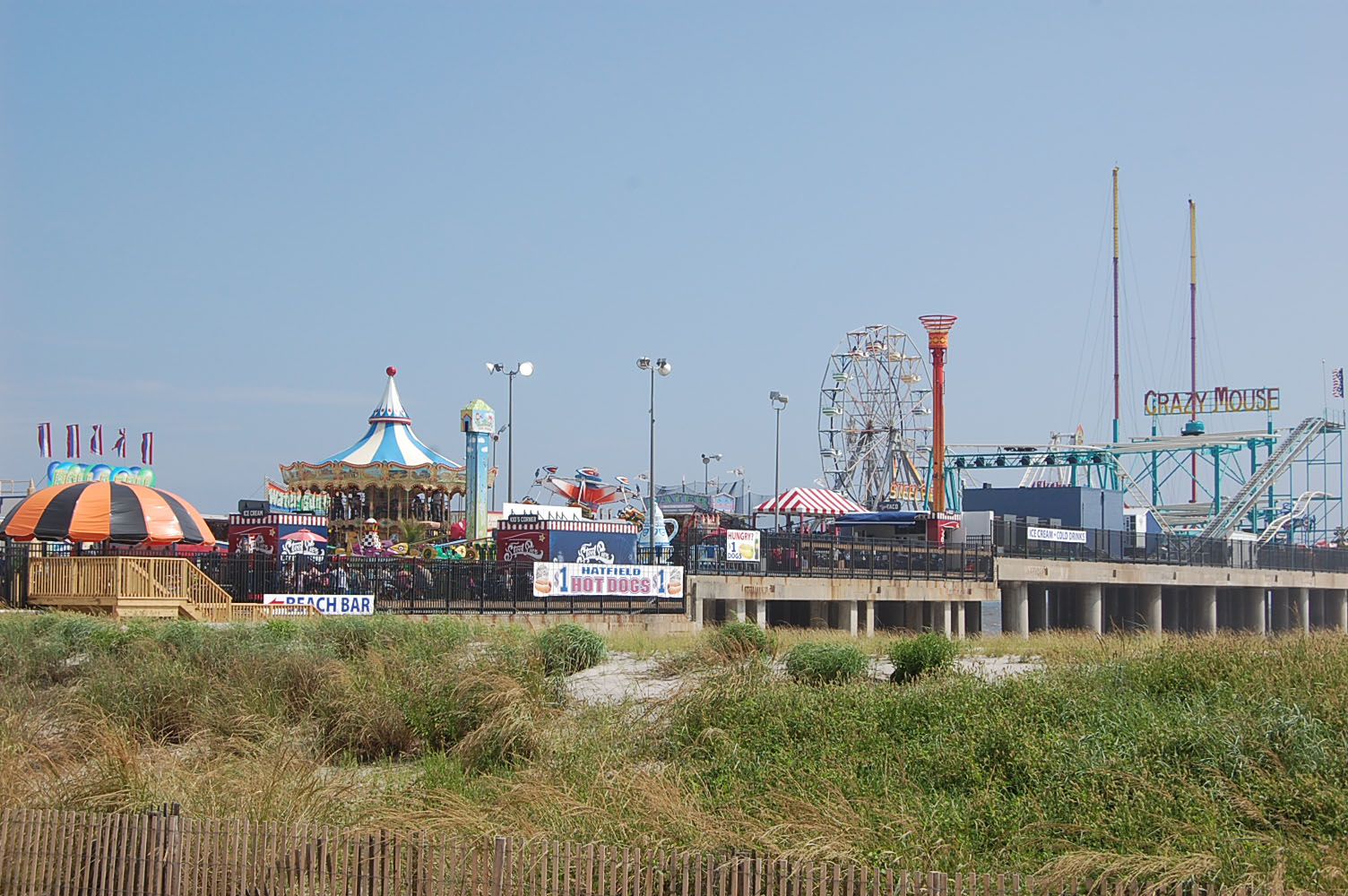
Parque de atrações na praia de Atlantic City, NJ
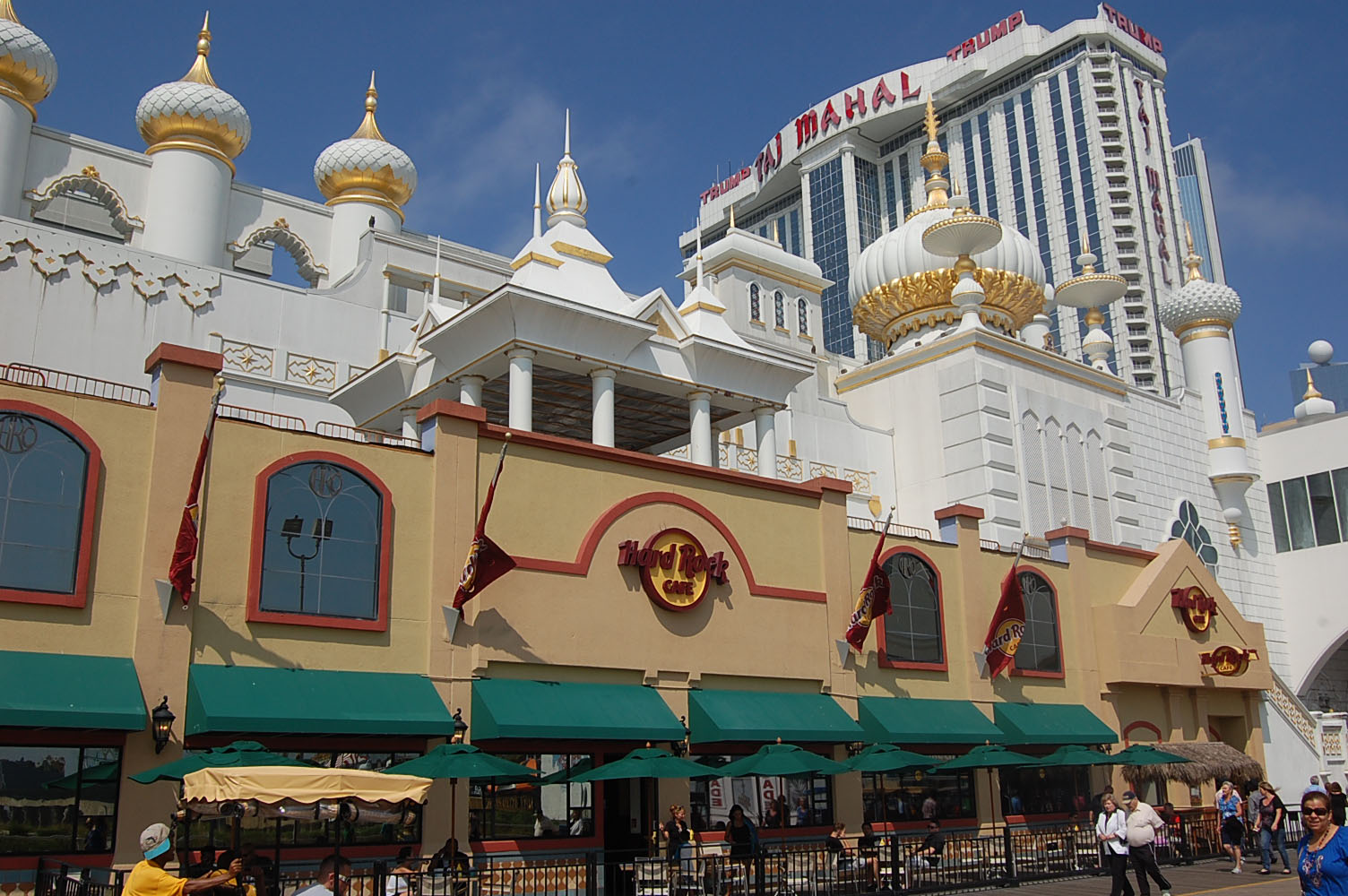
Hotel Taj Mahal em Atlantic City, NJ
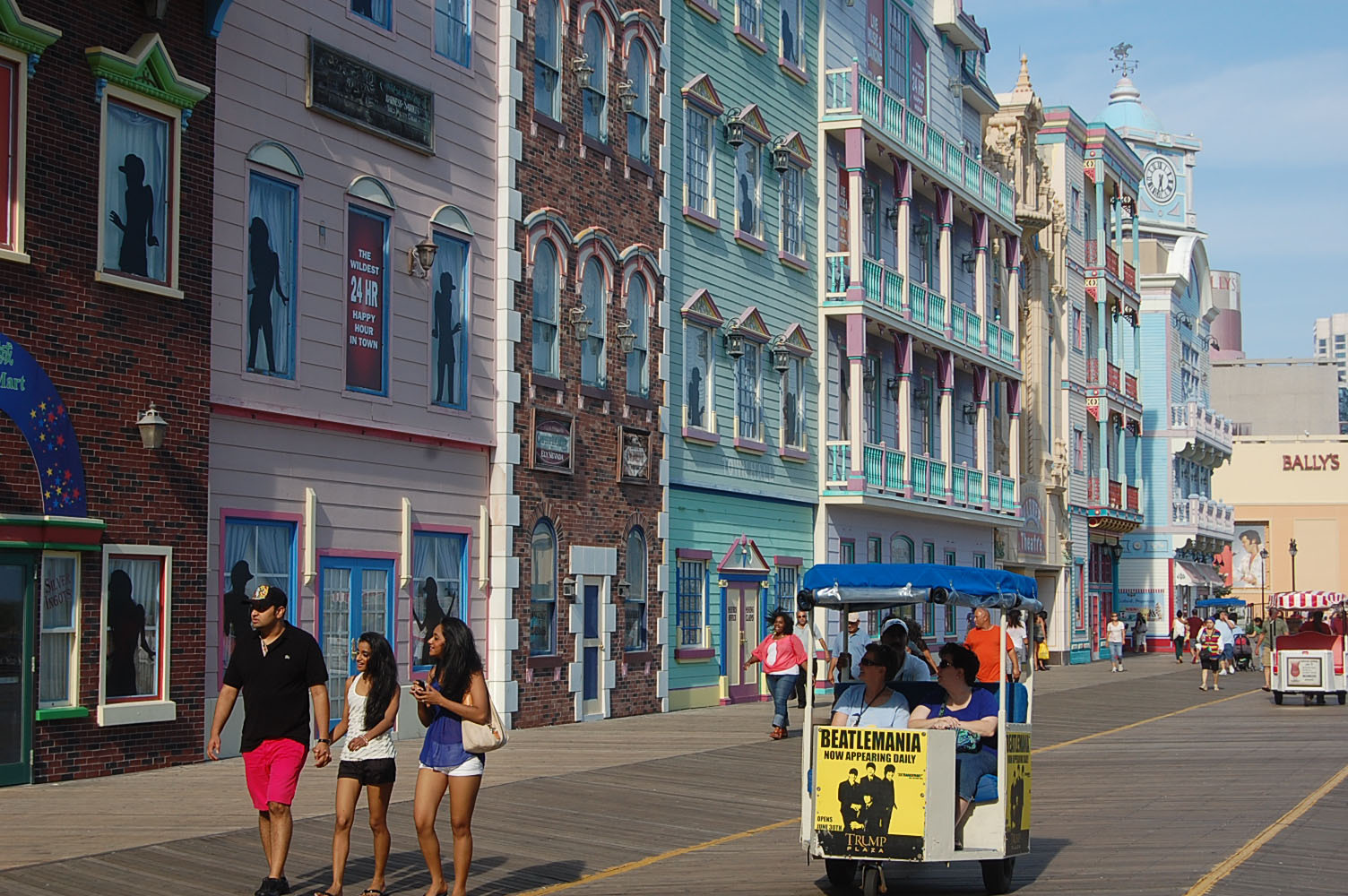
Serviço de transporte dos casinos de Atlantic City, NJ